# Protracheoniscus sabaudus
Protracheoniscus sabaudus är en kräftdjursart som beskrevs av Arcangeli1934. Protracheoniscus sabaudus ingår i släktet Protracheoniscus och familjen Trachelipodidae. Inga underarter finns listade i Catalogue of Life.